# فرودگاه نیروی هوایی سلطنتی لیسستر شرقی
فرودگاه نیروی هوایی سلطنتی لیسستر شرقی (به انگلیسی: RAF Leicester East) یک فرودگاه است . این فرودگاه در کشور انگلستان قرار دارد .